# SS Гидры
SS Гидры (лат. SS Hydrae), HD 117408 — кратная звезда в созвездии Гидры на расстоянии приблизительно 900 световых лет (около 276 парсек) от Солнца. Возраст звезды определён как около 13 млрд лет.
Пара первого и второго компонентов — двойная затменная переменная звезда типа Алголя (EA:). Видимая звёздная величина звезды — от +8,1m до +7,88m. Орбитальный период — около 8,2 суток.
Открыта Азельо Бемпорадом в 1911 году*.

## Характеристики
Первый компонент (WDS J13305-2339Aa) — бело-голубая звезда спектрального класса B9, или A0V, или A0. Масса — около 2,999 солнечной, радиус — около 2,531 солнечного, светимость — около 22,98 солнечной. Эффективная температура — около 12500 K.
Второй компонент (WDS J13305-2339Ab) — белая звезда спектрального класса A0V.
Третий компонент — красный карлик спектрального класса M. Масса — около 171,37 юпитерианской (0,1636 солнечной). Удалён в среднем на 2,157 а.е..
Четвёртый компонент (CD-22 9968B). Видимая звёздная величина звезды — +13m. Удалён на 14,1 угловой секунды.